# Mein Bruder und ich
Mein Bruder und ich ist eine mehrteilige Doku-Reihe für Vorschulkinder. Sie entstand als SWR-Auftragsproduktion in den Jahren 2013–2014 von der TONIX Pictures GmbH. Zwei Geschwister Merla und Leo verbringen eine aufregende Zeit in fremden Ländern – sowohl in der exotischen Welt der Karibik als auch in Südafrika. Zehn Folgen der ersten Staffel sind in der Karibik entstanden – in Barbados. Die weiteren sechs Folgen stammen aus der zweiten Staffel und sind in Südafrika gedreht worden.
Bei dieser Vorschuldoku kooperiert der SWR mit dem holländischen Sender KRO, der zwischen 2010 und 2012 26 Folgen der Serie Die Abenteuer von Buck und Tommy (De Avonturen van Buck & Tommy) produzierte. Alle Folgen der beiden Reihen laufen wechselseitig auf den beiden Kanälen KiKA und KRO – auf der Sendestrecke Mein Bruder und ich.

## Mein Bruder und ich in der Karibik
Die Geschwister Leo (9) und Merla (7) tauchen mit Schildkröten, entdecken Planschbecken in dunklen Höhlen und fahren mit Fischern im Morgengrauen auf die stürmische See. Gemeinsam finden sie den Mut, auf einem Surfbrett die Wellen zu reiten oder den heißen und anstrengenden Schulalltag zu überstehen. Zu zweit geht eben alles ein bisschen leichter – auch wenn sie die Sprache nicht verstehen und mit so mancher Überraschung fertigwerden müssen.
1. Beim Fischen: Auf dem Fischmarkt und am Hafen sehen Merla und ihr Bruder Leo, wie viele verschiedene Fische es im karibischen Meer gibt. Sie wollen auch welche fangen. Mit einem großen Fischerboot geht es auf die stürmische See. Dann warten sie bis einer anbeißt!
2. Mit Schildkröten schwimmen: Merla und Leo wollen einmal den großen Meeresschildkröten begegnen. Mit ihrem Freund Brian tauchen sie unter Wasser und machen am Meeresgrund eine Entdeckung.
3. Wer knackt die Nuss: Wie bekommt man nur die Kokosnuss von der Palme? Mithilfe von ihrem Freund Anton ernten Merla und ihr Bruder Leo eine frische grüne Kokosnuss.
4. Unterwegs im Dschungel: Auf Barbados leben Affen im Dschungel, wie bei uns die Füchse. Merla und Leo machen sich auf die Suche. Sie entdecken Tiere und Ruinen im dichten Dschungel.
5. In der Schule: Merla und Leo gehen in die Schule, sie verstehen die Sprache nicht und dadurch ist es dort schwierig. Trotzdem macht ihnen die Schule großen Spaß, denn vieles ist ganz anders und vor allem bunter als in Deutschland.
6. Wellenreiten: Merla und Leo wollen im warmen karibischen Meer wellenreiten lernen. Ihr Freund Brian zeigt Ihnen, was man dabei beachten muss.
7. Die Höhle: Merla und Leo wollen eine Höhle tief im Dschungel erforschen. „Catman“ kennt einen versteckten Weg und führt die beiden tief unter die Erde.
8. Unter Wasser: Merla und Leo tauchen mit einem großen Unterseeboot ab und entdecken dabei Fische und ein Schiffswrack.
9. Auf Entdeckungstour: Auf ihrer Entdeckungstour begegnen Merla und ihrem Bruder viele Tiere, die es in Deutschland nur im Zoo gibt.
10. Weihnachten in der Karibik: Merla und ihr Bruder Leo schmücken ihren Weihnachtsbaum und warten, doch dem Weihnachtsmann begegnen sie schließlich ganz woanders.

## Mein Bruder und ich in Südafrika
Die Geschwister Leo (10) und Merla (7) erleben in Südafrika spannende Abenteuer, die sie vor so manche Herausforderung stellen. Einen Elefanten am Rüssel führen – geht das? Und wie brät man das größte Ei der Welt? Zu zweit geht zum Glück alles ein bisschen leichter, z. B. tanzen lernen im Xhosa-Dorf mit den südafrikanischen Kindern. Als am Strand Hai-Alarm und Bade-Verbot herrscht, wagen Merla und Leo sogar den Gang ins eiskalte Wasser. In einem schwimmenden Käfig kommen sie den größten Räubern des Meeres bis auf wenige Zentimeter nahe.
1. Der größte Vogel der Welt: Leo und Merla kommen dem größten Vogel der Welt wirklich ganz nah und finden ein großes Straußenei liegt im Nest.
2. Die Bucht der Pinguine: Obwohl es in Südafrika ja warm ist, entdecken Merla und Leo kleine Pinguine direkt am Strand.
3. Bei Dickhäutern: Elefanten und Krokodile sind ja nun wirklich keine Kuscheltiere, aber Merla und Leo wagen sich ganz dicht dran.
4. Zu Besuch bei den Xhosa: Was für ein aufregender Tag: Merla und Leo sind zu einem großen Fest bei den Xhosa eingeladen. Hier erleben sie einen Tag eine völlig neue Welt: sie probieren fremdartige Speisen, tanzen mit den Kindern traditionelle Tänze und melken sogar selbst eine Ziege.
5. Auf Spurensuche in der Wildnis: Nur wer gut Spuren lesen kann, sieht in der afrikanischen Savanne wirklich wilde Tiere. Zusammen mit dem Ranger Rian machen sich Leo und Merla auf die Suche. Und tatsächlich: Zebras, Affen und Antilopen können sie entdecken.
6. Mit Haifischen im Wasser: Heute darf man nicht baden gehen, denn man hat einen großen Haifisch in Ufernähe gesehen! Aber Merla und Leo wollen es genau wissen. In einem Stahlkäfig gehen die Kinder auf Tauchstation: auf Tuchfühlung mit großen weißen Haien.

## Die Abenteuer von Buck und Tommy in Suriname
Die Abenteuer von Buck und Tommy in Suriname (De Avonturen van Buck & Tommy in Suriname) ist eine 10-teilige niederländische Dokumentation aus dem Jahre 2010 von dem holländischen Sender KRO. Gefolgt wurde dies von De Avonturen van Buck & Tommy op Skopelos (2011) und De Avonturen van Buck en Tommy in Vietnam (2012).
Die beiden Geschwister Buck und Tommy fahren mit dem Jeep tief in den Dschungel. Dort gibt es ein Camp, von dem aus sie den Urwald erkunden können. Sie treffen ihren Freund Robin, der sich sehr gut auskennt. Mit ihm entdecken die beiden Tiere, gehen baden, machen eine Flussfahrt und eine Nachtwanderung. Gemeinsam streifen sie durch ein unbekanntes und schönes Land: Suriname. Am Strand sehen sie Meeresschildkröten und sehen bei der Eiablage zu, aber auch in der Stadt Paramaribo gibt es eine Menge zu entdecken. In Suriname gibt es noch viele Indianerstämme. Buck und Tommy besuchen das Dorf Bigi Poika, das tief im Dschungel liegt. Außerdem helfen die beiden Jungs bei der Bananenernte, sind bei den Brüllaffen zu Gast und sehen im Surinamefluss Delfine.
1. Im Dschungel: Buck und Tommy fahren mit dem Jeep tief in den Dschungel. Dort gibt es ein Camp, von dem aus sie den Urwald erkunden können. Sie treffen ihren Freund Robin, der sich sehr gut auskennt. Mit ihm entdecken die beiden spannende Tiere, gehen baden, machen eine Flussfahrt und sogar eine Nachtwanderung.
2. Bei den Wasserschildkröten: Buck und Tommy sind am Meeresstrand und treffen Ed. Ed erzählt ihnen von den riesigen Meeresschildkröten, die hier zur Eiablage herkommen. Nachts kehrt er mit ihnen zum Strand zurück – und tatsächlich, Buck und Tommy erleben mit, wie eine Schildkröte ihre Eier legt und im Sand vergräbt.
3. In der Stadt: Heute sind Buck und Tommy in der Stadt unterwegs. Sie heißt Paramaribo, und es gibt eine Menge zu entdecken. Buck und Tommy staunen über die Palmen und die schönen alten Häuser. Aber sie erleben auch, dass es hier Menschen gibt, denen es nicht gut geht und die sich keine Wohnungen leisten können.
4. Bei den Indianern: In Suriname gibt es noch viele Indianerstämme. Buck und Tommy besuchen das Dorf Bigi Poika, das tief im Dschungel liegt. Die Kinder im Dorf haben heute schulfrei und viel Zeit mit Buck und Tommy zu spielen. Gemeinsam gehen sie zu ihrem Lieblingsplatz, einer Badestelle am nahegelegenen Dschungelfluss.
5. Flussdelfine: Im Surinamefluss gibt es Delfine. Buck und Tommy sind auf Bootstour, um sie zu finden. Unterwegs treffen sie Angler auf einer Sandbank, die ihnen ihren Fang zeigen und Krabbenfischer, denen sie helfen, die Krabben in der Sonne zu trocknen. Und am Ende der Fahrt treffen sie tatsächlich noch auf die Delfine, die ganz dicht an ihr Boot herankommen.
6. Im Hüttendorf: Diesmal besuchen Buck und Tommy ein besonderes Dorf. Hier leben die Menschen in Holzhütten, die sie selbst gebaut haben. In Suriname gibt es viele Menschen, die so leben. Buck und Tommy verbringen den Tag im Dorf und gehen mit zum Fluss, der für die Menschen hier lebenswichtig ist. Hier wird gewaschen, abgewaschen und gebadet. Und  die Kinder des Dorfes fangen Fische für das Abendessen.
7. Kokos und Bananen: Buck und Tommy helfen bei der Bananenernte. Sie sind auf einer Bananenplantage und sehen, wie die Früchte hier wachsen und geerntet werden. In der Pause zeigt ihnen Eddi, der Plantagenarbeiter, wie man eine Kokosnuss öffnet, um mit der Kokosmilch den Durst zu stillen. Zurück zu Hause können Buck und Tommy direkt ausprobieren, was sie bei Eddi gelernt haben. Bei ihnen steht nämlich auch eine Kokospalme im Garten.
8. Auf dem Markt: Mit ihrer Freundin Soelami besuchen Buck und Tommy einen großen Markt in Suriname. Hier gibt es alles zu kaufen, was man sich vorstellen kann. Einige der Sachen haben Buck und Tommy noch nie vorher gesehen. Es gibt auch lebende Hühner zu kaufen und lebende Krabben, die Lieblingsspeise von vielen Menschen in Suriname.
9. Bei den Brüllaffen: Ed nimmt Buck und Tommy mit in die Berge. Dort kann man Brüllaffen sehen, wenn man Glück hat. Der Weg ist lang und es gibt viel Spannendes zu entdecken – einen Wasserfall zum Baden oder Vogelspinnen. Nachts in der Hütte hört man die Brüllaffen brüllen, aber zu sehen sind sie nicht. Am nächsten Tag haben Buck und Tommy die Hoffnung fast schon aufgegeben, noch welche zu finden, als Ed in dem Bäumen eine Entdeckung macht...
10. Im Sumpf der Kaimane: Buck und Tommy rudern mit Robin in den Sumpf. Hier gibt es Kaimane – kleine Krokodile. Robin kennt sich gut aus mit Krokodilen und weiß, wo sie zu finden sind. Plötzlich steigt Robin aus dem Kanu und watet durch den Sumpf auf das Schilf zu. Buck und Tommi staunen nicht schlecht, als Robin ihnen einen echten Kaiman bringt – gefangen mit bloßen Händen.

## Die Abenteuer von Buck und Tommy in Vietnam
Die Abenteuer von Buck und Tommy in Vietnam (De Avonturen van Buck en Tommy in Vietnam) ist eine 8-teilige niederländische Dokumentation aus dem Jahre 2012 von dem holländischen Sender KRO.
1. Auf dem schwimmenden Markt: Buck und Tommy besuchen einen Markt auf dem Fluss. Hier sind alle Stände auf Booten. Die Brüder lernen dort interessante Menschen kennen und helfen mit bei der Arbeit. Schließlich geht es noch zum besten Stand des Marktes: dem Süßigkeitenstand.
2. Mit dem Rad unterwegs: Mit dem Tandem radeln Buck und Tommy durch Vietnam. Zuerst besuchen sie die Schiffsbauer und dann einen Kunsthandwerker, der Muschelschalen in Holz einpasst und so wunderschöne Kunstwerke schafft. Zu guter Letzt dürfen Buck und Tommy noch helfen, Backsteine aus Uferlehm zu fertigen.
3. In den Dünen: In Vietnam gibt es große Dünen. Überall ist Sand, soweit das Auge reicht. Buck und Tommy treffen Tan und Boy. Die beiden zeigen ihnen, wie man auf den Dünen auf Plastikmatten Schlitten fahren kann. Und dann gibt es noch eine besondere Überraschung für Buck und Tommy. Sie dürfen mit einem richtigen Quad, einem Sandbuggy, durch die Dünen rasen.
4. Mit dem Boot in die Höhle: Buck und Tommy wollen die berühmten Höhlen von Vietnam kennenlernen. Schon der Weg dorthin ist spannend. Sie fahren mit einem Boot den Fluss hinauf, vorbei an Wasserbüffeln.
5. Krieg: Thien ist heute Bucks und Tommys Guide. Er führt die beiden an Orte, die an den schrecklichen Krieg erinnern, der in Vietnam vor gut 30 Jahren zu Ende ging.
6. Klettern in der Felswand: Buck und Tommy gehen auf Klettertour. Die Kletterfelsen liegen in der schönsten Landschaft von Vietnam. Mit dem Kayak geht es durch seichte Meerwasser. Wie Pilze stehen die riesigen Felsen hier im Meer.
7. Essen auf der Straße: Die Vietnamesen lieben gutes Essen. In der Hauptstadt Hanoi gibt es überall Essensstände. Buck und Tommy kommen aus dem Staunen nicht mehr heraus. Riesenkrebse werden hier angeboten, gebratene Heuschrecken und sogar Schlangensuppe und Krokodilfleisch.
8. Dorf der Elefanten: Mit dem Mofataxi sind Buck und Tommy zum Dorf der Elefanten unterwegs. Dort lernen sie den Elefanten Sen kennen. Auf ihm machen Buck und Tommy einen Ausflug.

## Die Abenteuer von Buck und Tommy auf Skopelos
Die Abenteuer von Buck und Tommy auf Skopelos (De Avonturen van Buck & Tommy op Skopelos) ist eine 8-teilige niederländische Dokumentation aus dem Jahre 2011 von dem holländischen Sender KRO.
1. Honigbienen: Buck und Tommy begleiten Spyros, den Imker, bei der Honigernte. Sie erkunden die Waben und finden sogar die Bienenkönigin. Danach dürfen die beiden beim Schleudern helfen und den Honig probieren. Lecker!
2. Einsame Insel: In Griechenland gibt es viele unbewohnte, einsame Inseln. Buck und Tommy gehen auf Entdeckungstour. Sie stellen sich vor, wie sich Schiffbrüchige fühlen und schreiben dann selbst eine Flaschenpost.
3. Unterwegs mit der Ziegenherde: Buck und Tommy sind mit Ziegenhirten unterwegs. Buck und Tommy dürfen beim Melken helfen.
4. Feuerwehreinsätze: Buck und Tommy dürfen bei einer Übung der Feuerwehr dabei sein. Sie bekommen richtige Helme, fahren mit im größten Feuerwehrlöschzug der Insel und dürfen kräftig mit dem Schlauch spritzen.
5. Seehunde in Sicht: Daphne geht mit Buck und Tommy auf Robbensafari. Aber die Robben sind nicht leicht zu finden. Schließlich entdecken sie die seltenen Tiere doch noch und die schnorcheln ganz dicht an sie heran.
6. Auf dem Eselrücken: Buck und Tommy machen einen Ausflug auf den Eseln Beba und Arapizza. Die Esel sind fast immer hungrig. Auf dem Eselrücken besuchen sie einen Schiffbauer und einen Töpfer.
7. In der Segelschule: Buck und Tommy bekommen gezeigt, was sie beim Segeln zu beachten haben. Schließlich dürfen sie allein aufs Meer segeln.
8. Fischfang: Buck und Tommy wollen tauchen und mit der Harpune Fische fangen. Ihr Boot hat ein Radar, das ihnen zeigt, wo Fische im Wasser sind.

## Webseite
Im Internet werden alle Folgen nach der Ausstrahlung als Video on Demand zur Verfügung gestellt.
Die Webseite gehört zum SWR Kindernetz.

## Rezeption
„Die neue Dokumentationsreihe für Vorschüler zeigt, wie die Geschwister den ungewohnten Alltag auf in der Karibik meistern. Denn neben vielen aufregenden und tollen Sachen birgt die neue Umgebung auch eine Menge Herausforderungen. Vor allem die Sprache stellt für die Kinder ein Hindernis dar. Doch zu zweit ist alles leichter und so finden sie mit kindlicher Neugier und ohne jegliche Berührungsängste schnell Freunde.“